# Oberaußem
Oberaußem ist ein Stadtteil der Stadt Bergheim im Rhein-Erft-Kreis. Der Ort liegt im nördlichen Stadtbereich. Bis 1974 war Oberaußem-Fortuna eine eigenständige Gemeinde im Kreis Bergheim (Erft). Zu dieser Gemeinde gehörte auch der Ortsteil Fortuna, der einem Braunkohletagebau weichen musste und dessen Einwohner deshalb umgesiedelt wurden.

## Geschichte

### Antike
Schon in der Frühzeit sind Funde aus der näheren Umgebung belegt. So war bis ca. 1950 ein Grabhügel im Bethlehemer Wald erhalten. Eine Besiedelung der Region um Oberaußems liegt aus der Zeit der römischen Herrschaft des Rheinlandes ab ca. 50 v. Chr. vor. Dies lässt sich durch zahlreiche Funde belegen. Zum einen ist eine Wasserleitung nachgewiesen, die vom Oberaußemer Bohnenbach bis nach Niederaußem verlegt war, wo auf dem Gebiet der Brikettfabrik Fortuna-Nord Grabkisten aus dieser Zeit gefunden wurden. Zum anderen kann davon ausgegangen werden, dass eine römische Straße von Quadriburgum ausgehend bestand und mit der heutigen Reutergasse identisch ist. 1898 wurde auf einem benachbarten Feld ein halber Follis gefunden, der aus der Zeit um 527–565 n. Chr. stammt. Da jedoch 355 n. Chr. die Römer von den Franken aus dem heutigen Bergheimer Stadtgebiet vertrieben wurden, lässt sich mutmaßen, dass die von den Franken weitergenutzte Straße einen wichtigen Handelsweg darstellte.
Spätestens in der Frankenzeit wurde Oberaußem besiedelt. Aus dieser Epoche stammen vermutlich auch einige, teilweise heute niedergelegte Oberaußemer Güter.

### Mittelalter

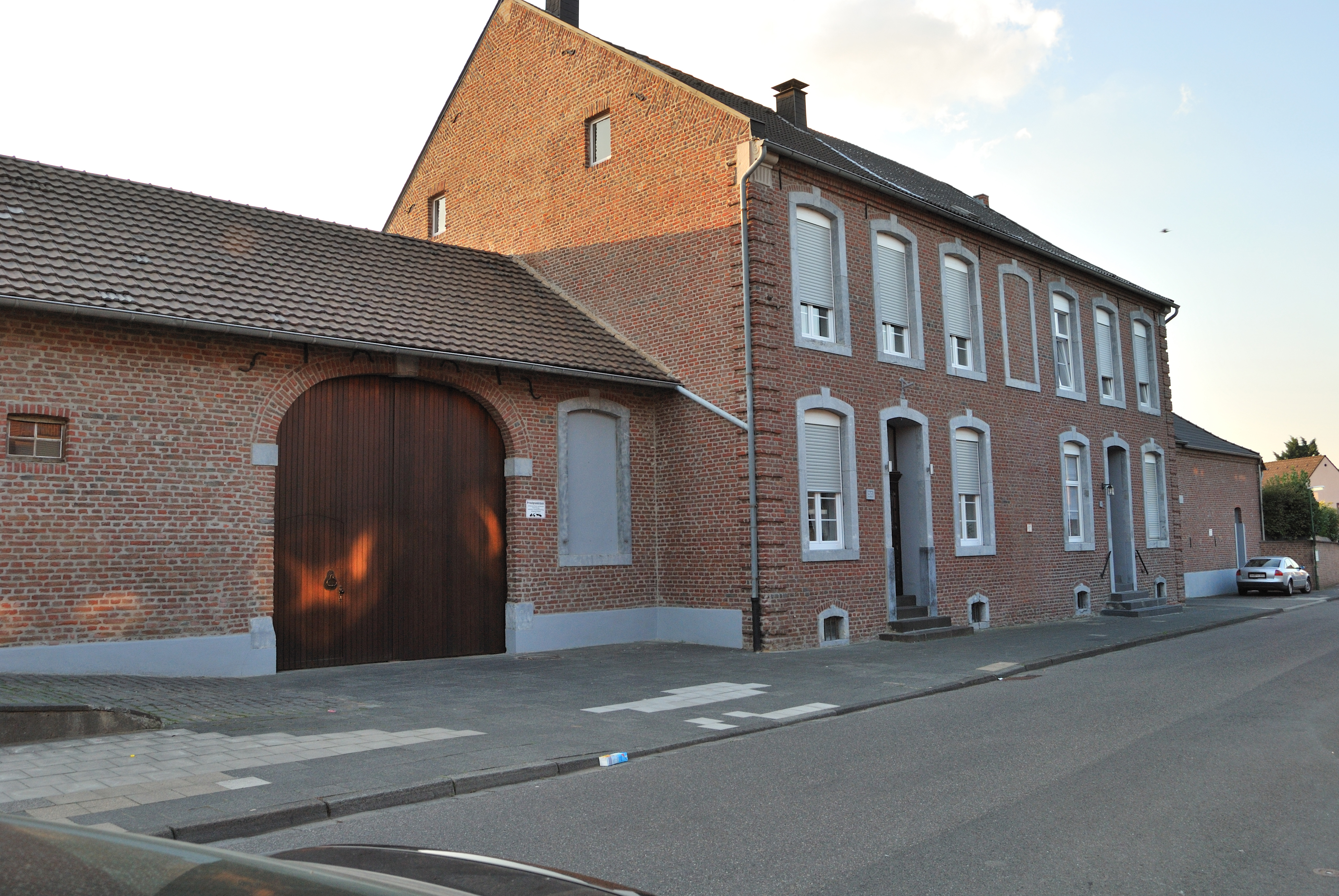
Abtshof Oberaußem

Oberaußem und Niederaußem wurden 962 unter dem gemeinsamen Namen Ouleshem erwähnt. Im Mittelalter unterhielt hier die Reichsabtei Kornelimünster einen Fronhof mit zahlreichen abhängigen Gütern sowie eine Mannkammer mit 31 Lehnsgütern, deren Lehensträger dem Abt zur Heeresfolge verpflichtet waren.

### Neuzeit
In den Napoleonischen Kriegen wurde der Oberaußemer Fleurshof als Lazarett für verwundete französische Offiziere genutzt. Nach alten Oberaußemer Überlieferungen hat Napoleon bei seinem Aufenthalt in Bergheim auch seine Offiziere in Oberaußem besucht.

### 19./20. Jahrhundert

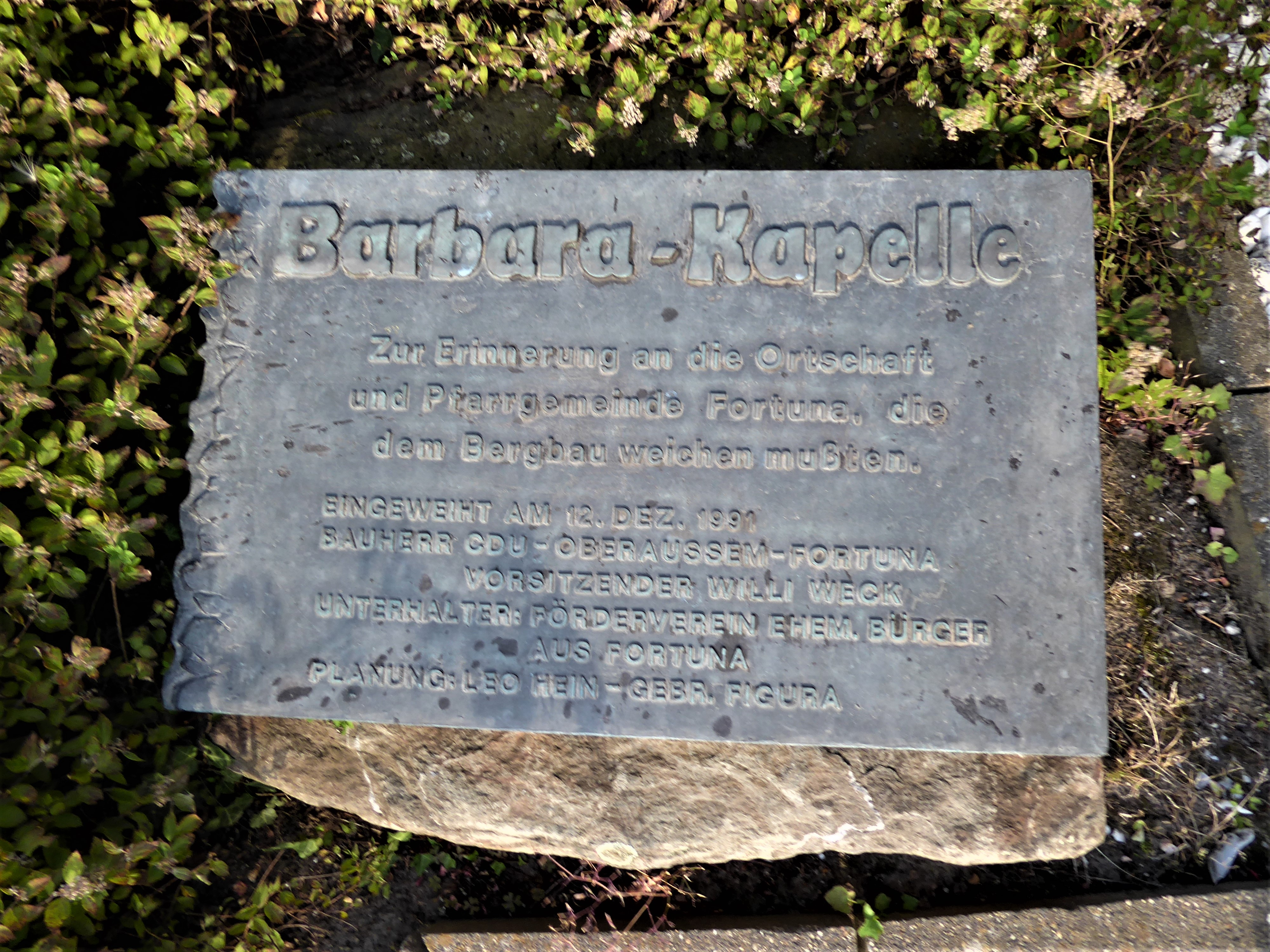
Gedenktafel an der Barbara-Kapelle

Wie auch in Niederaußem vollzog sich der Wandel des Ortes durch die Braunkohle und die daraus resultierende Industrialisierung. Südlich des Dorfes wurden die Brikettfabrik Fortuna und das Kraftwerk Fortuna gebaut. Südlich des Industriegelände entstand Anfang des 20. Jahrhunderts die Bergarbeitersiedlung Fortuna; sie erstreckte sich bis zum Kloster Bethlehem. Die Gemeinde Oberaußem wurde am 29. August 1949 in Oberaußem-Fortuna umbenannt.
Mit dem Aufschluss des Tagebaus Bergheim endete aber zu Beginn der 1980er Jahre die Geschichte Fortunas. Der Ort fiel dem Tagebau zum Opfer. 1988 schloss das Kraftwerk. Heute erinnern noch die Barbarakapelle, die Kirchturmspitze der Barbarakirche auf dem Vorplatz von St. Vinzentius und die Kraftwerksturbine auf dem Theodor-Bondü-Platz an die Siedlung und das Kraftwerk Fortuna.
Am 1. Januar 1975 wurde die Gemeinde Oberaußem-Fortuna in die Kreisstadt Bergheim eingegliedert.

## Gegenwart

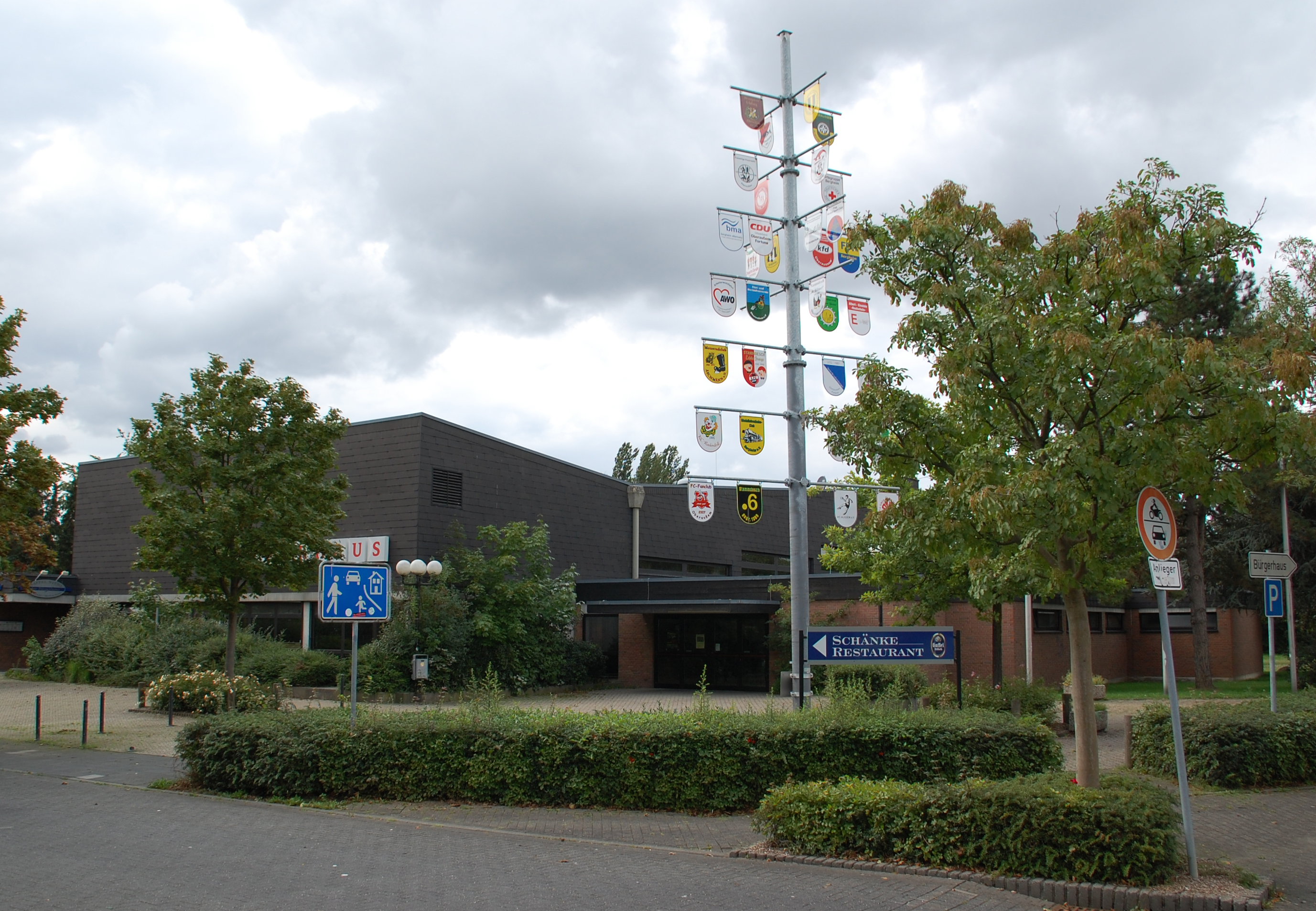
Bürgerhaus in Oberaußem

Der Braunkohlenbergbau brachte aber auch Naherholungsgebiete mit sich. Direkt hinter Oberaußem beginnt die Glessener Höhe, eine bepflanzte (rekultivierte) Abraumhalde mit zahlreichen Rad- und Wanderwegen.
Das 1980 entstandene Bürgerhaus und der nach einem langjährigen Schulleiter benannte Theodor-Bondü-Platz, an dem die beiden Geschäftsstraßen, die Büsdorfer und die Bergheimer Straße, zusammentreffen, bilden den heutigen Mittelpunkt des Ortes.
Oberaußem verfügt über eine Grundschule, mehrere Kindergärten, eine Realschule und ein Schwimmbad an der Ortsgrenze zu Niederaußem, sowie ein privates Alten- und Pflegeheim am Sandberg. Der Ausländeranteil lag 2010 bei 8,3 Prozent (Stand 31. Dezember 2010).
Zahlreiche Veranstaltungen finden im 1980 errichteten Bürgerhaus statt. Interessierte Bürger haben sich zu einem Heimatverein zusammengeschlossen, der auch Publikationen über die Geschichte des Ortes herausgibt. Im Jahre 2008 wurde auf dem Vorplatz des Bürgerhauses ein Wappenbaum errichtet, der Wappen von Ortsvereinen und Gruppierungen trägt.

## Bauwerke

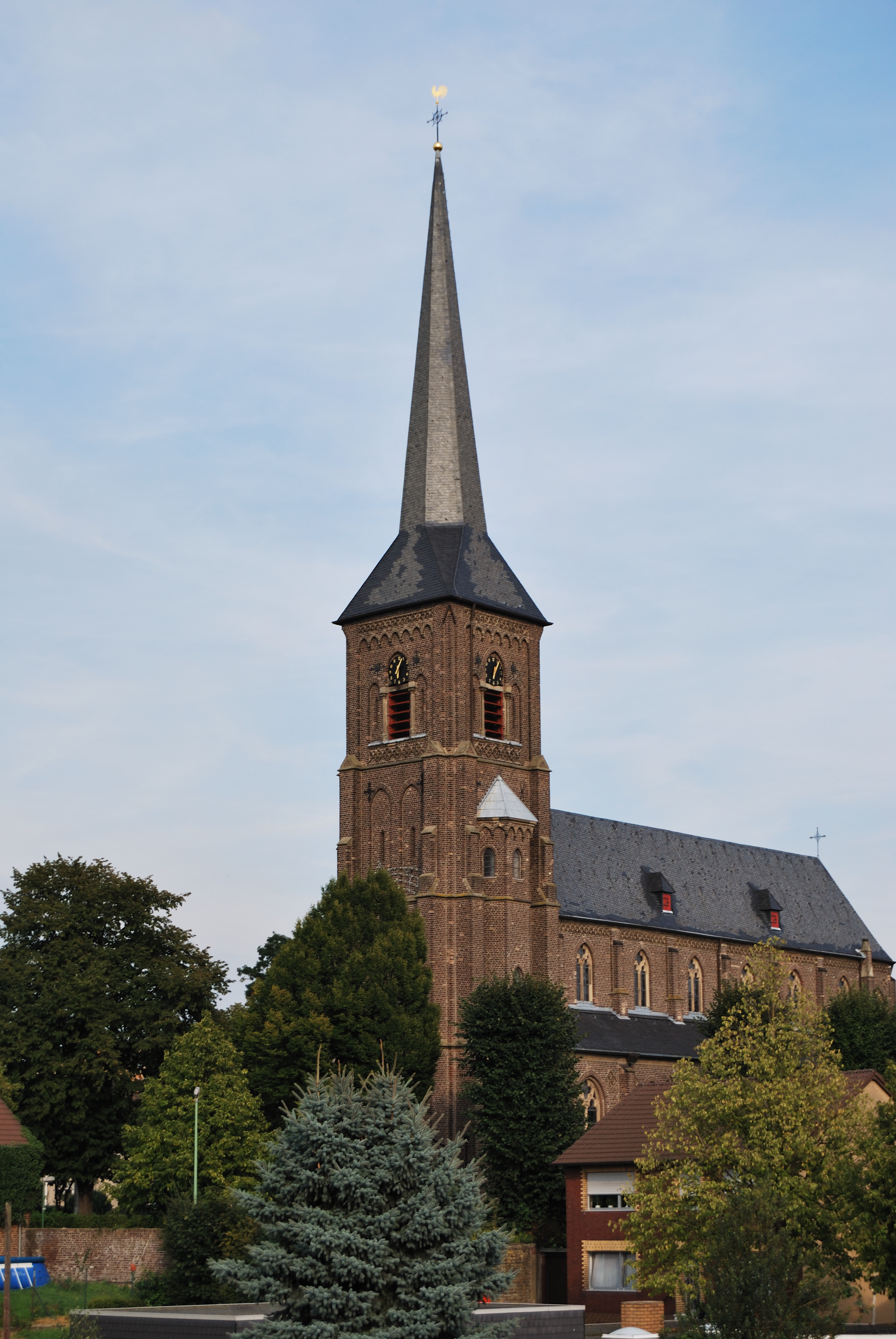
St. Vinzentius

- Abtshof
- Kath. Pfarrkirche St. Vinzentius
- Wegekapelle Abtshof
- Ehemalige Mühle

## Verkehr
Oberaußem ist durch die VRS-Linien 923, 924, 961, 970, 971 und 972 der Rhein-Erft-Verkehrsgesellschaft an den öffentlichen Personennahverkehr angeschlossen.
| Linie | Verlauf |
| ----- | --- |
| 923   | Stadtverkehr Bergheim |
| 924   | (Bergheim Bf – Oberaußem –) Niederaußem – Auenheim – Rath – Broich – Bedburg Rathaus – Bedburg Bf (– Bedburg Schulzentrum)                                      |
| 961   | Weiden West – Brauweiler – Abtei Brauweiler – Dansweiler – Glessen – Oberaußem – Niederaußem – Quadrath-Ichendorf – Kenten – Bergheim Bf (– Bergheim Kreishaus) |
| 970   | Bocklemünd (Stadtbahn) – Pulheim – Stommeln – Fliesteden – Büsdorf – Niederaußem – Oberaußem – Bergheim Bf (/ Quadrath-Ichendorf Bf)                            |
| 971   | (Bergheim Bf – Oberaußem –) Niederaußem – Rheidt-Hüchelhoven – Rommerskirchen Bf                                                                                |
| 972   | Schülerverkehr: (Weiden West –) Abtei Brauweiler – Fliesteden – Glessen – Büsdorf – Niederaußem – Oberaußem – Quadrath-Ichendorf – Kenten – Bergheim Bf         |

## Erwähnung in der „Blechtrommel“
Oberaußem fand Eingang in die Weltliteratur. Im Roman „Die Blechtrommel“ schildert Literaturnobelpreisträger Günter Grass, der nach dem Zweiten Weltkrieg kurze Zeit im Ort wohnte, die Aussicht vom Alten Friedhof auf das Kraftwerk Fortuna. Anfang 2006 wurde an der Friedhofswand eine Bronzetafel mit Inschrift angebracht, die daran erinnert. Die Gedenktafel beruht auf einem Entwurf eines ehemaligen Studienkollegens von Grass an der Kunstakademie Düsseldorf, des Oberaußemer Bildhauers Heinz Klein-Arendt, der im Juli 2005 verstarb und die Tafel nicht mehr fertigstellen konnte.